# Спрінг-Крік Тауншип (округ Елк, Пенсільванія)
Спрінг-Крік Тауншип (англ. Spring Creek Township) — селище (англ. township) в США, в окрузі Елк штату Пенсільванія. Населення — 201 особа (2020).

## Демографія
Згідно з переписом 2010 року, у селищі мешкали 233 особи в 113 домогосподарствах у складі 70 родин. Було 631 помешкання
Расовий склад населення:
| - 96,1 % — білих - 2,6 % — корінних американців |

До двох чи більше рас належало 1,3 %. Частка іспаномовних становила 0,0 % від усіх жителів.
За віковим діапазоном населення розподілялося таким чином: 15,9 % — особи молодші 18 років, 63,1 % — особи у віці 18—64 років, 21,0 % — особи у віці 65 років та старші. Медіана віку мешканця становила 51,6 року. На 100 осіб жіночої статі у селищі припадало 140,2 чоловіків;  на 100 жінок у віці від 18 років та старших — 154,5 чоловіків також старших 18 років.
Середній дохід на одне домашнє господарство  становив 46 649 доларів США (медіана — 36 250), а середній дохід на одну сім'ю — 58 284 долари (медіана — 48 750). За межею бідності перебувало 17,4 % осіб, у тому числі 16,7 % дітей у віці до 18 років та 18,0 % осіб у віці 65 років та старших.
Цивільне працевлаштоване населення становило 58 осіб. Основні галузі зайнятості: виробництво — 27,6 %, освіта, охорона здоров'я та соціальна допомога — 15,5 %, будівництво — 13,8 %.